# Línea B (Metro de Los Ángeles)
La Línea B del metro de Los Ángeles es una línea de tránsito rápido (tren urbano subterráneo) en la ciudad de Los Ángeles. La Línea B es una de dos líneas de tren urbano subterráneo de Los Ángeles, es además la que cuenta con el mayor número de pasajeros. Al contrario que otras líneas del Metro de Los Ángeles, las líneas B y D discurren completamente por túneles subterráneos y completamente dentro de los límites de la ciudad de Los Ángeles.
Originalmente fue inaugurada como Línea Roja (Red Line), pero en 2018 Metro aprobó cambiar el nombre de sus líneas de tren utilizando un esquema basado en letras, la línea Roja (Red) sería ahora la línea B, el cambio de nombre se aplicó el miércoles 8 de enero de 2020.

## Historia
La Línea B se abrió en varios segmentos. El primer segmento, con recorrido desde la Union Station al Parque MacArthur, se abrió en 1993. Una extensión hacia el oeste desde el Parque MacArthur hasta la Avenida Western en Koreatown se abrió en 1996. En 1999, se abrió un segundo tramo desde la estación de Wilshire/Vermont hacia el norte por Vermont Av. hasta el Hollywood Blvd. y hacia el oeste hasta Vine Av. Este tramo luego se extendió en el año 2000 hasta el Valle de San Fernando a la estación de North Hollywood.
Originalmente, la línea fue concebida con un recorrido desde el Centro de Los Ángeles hasta Santa Mónica siguiendo el Wilshire Blvd. En 1985, hubo una explosión de gas de metano en una tienda de Ross Dress for Less en la esquina de Wilshire Blvd. y la Fairfax Av, este incidente le dio causa al representante del congreso, Henry Waxman para apoyar la lucha de los residentes del distrito Hancock Park para prohibir que pasara la línea por su distrito. El congresista introdujo legislación para prohibir el uso de fondos del gobierno federal para la construcción del túnel por debajo del Wilshire Blvd. en el distrito Hancock Park con el pretexto que era por necesidades de seguridad debidas al gas de metano en el distrito. LACMTA siempre mantuvo el argumento que los avances tecnológicos de esa época permitirían construir un túnel con seguridad.
En 1995, durante la construcción del túnel, una dolina apareció en el Hollywood Blvd; causando la desaparición de varios trabajadores y daños a varios edificios sobre esa sección del bulevar. La construcción del túnel se detuvo hasta que se resolviera la situación y se contratara un contratista nuevo, Tutor Saliba. En 1998, el supervisor del Condado de Los Ángeles, Zev Yaroslavsky, introdujo una propuesta legislativa a los electores del condado para prohibir el uso de los réditos de impuestos sobre venta cobrados por el condado para la construcción de cualquier túnel subterráneo. La propuesta pasó gracias a las opiniones de los electores sobre los problemas y el costo alto de la construcción de la Línea B.

## Estaciones
| Estación                | Conexiones | Inauguración        |
| ----------------------- | --- | ------------------- |
| Union Station           | Downtown Long Beach - APU/Citrus College Union Station - Wilshire/Western El Monte Station - Pacific/21st Metro Rapid: 720                                  | 30 de enero de 1993 |
| Civic Center/Grand Park | Union Station - Wilshire/Western El Monte Station - Pacific/21st                                                                                            | 30 de enero de 1993 |
| Pershing Square         | Union Station - Wilshire/Western El Monte Station - Pacific/21st Metro Rapid: 720                                                                           | 30 de enero de 1993 |
| 7th Street/Metro Center | Downtown Long Beach - APU/Citrus College Union Station - Wilshire/Western Downtown Santa Monica - Atlantic El Monte Station - Pacific/21st Metro Rapid: 720 | 30 de enero de 1993 |
| Westlake/MacArthur Park | Union Station - Wilshire/Western Metro Rapid: 720 | 30 de enero de 1993 |
| Wilshire/Vermont        | Union Station - Wilshire/Western Metro Rapid: 720 y 754 | 13 de julio de 1996 |
| Vermont/Beverly         | Metro Rapid: 754 | 12 de junio de 1999 |
| Vermont/Santa Mónica    | Metro Rapid: 754 | 12 de junio de 1999 |
| Vermont/Sunset          | Metro Rapid: 754 | 12 de junio de 1999 |
| Hollywood/Western       | | 12 de junio de 1999 |
| Hollywood/Vine          | | 12 de junio de 1999 |
| Hollywood/Highland      | | 24 de junio de 2000 |
| Universal City          | | 24 de junio de 2000 |
| North Hollywood         | Chatsworth - North Hollywood | 24 de junio de 2000 |